# Shoshoni (Wyoming)
Shoshoni es un pueblo ubicado en el condado de Fremont en el estado estadounidense de Wyoming. En el año 2010 tenía una población de 649 habitantes y una densidad poblacional de 75.47 personas por km².

## Geografía
Shoshoni se encuentra ubicado en las coordenadas 43°14′14.99″N 108°6′18.25″O / 43.2374972, -108.1050694. Según la Oficina del Censo, la localidad tiene un área total de 8,6 km² (3,3 mi²), de la cual 8,6 km² (3,3 mi²) es tierra y 0 km² (0 mi²) (0.0%) es agua.

### Localidades adyacentes
El siguiente diagrama muestra a las localidades en un radio de 88 kilómetros (54,7 mi) de Shoshoni.

## Demografía
En el 2000 la renta per cápita promedia del hogar era de $31.250, y el ingreso promedio para una familia era de $37.045. El ingreso per cápita para la localidad era de $12.584. En 2000 los hombres tenían un ingreso per cápita de $31.875 contra $14.479 para las mujeres. Alrededor del 8.30% de la población estaba bajo el umbral de pobreza nacional.